# شهاب الجبالي
شهاب الجبالي لاعب كرة قدم تونسي، يلعب كلاعب وسط في الأهلي بنغازي معار من الاتحاد المنستيري.
لعب سابقاً في أندية النادي الأفريقي وشبيبة القيروان والترجي الجرجيسي ونادي الكوكب السعودي والأولمبي الباجي ونادي عرعر السعودي و الاتحاد المنستيري والأهلي بنغازي.

## روابط خارجية
- شهاب الجبالي على موقع قاعدة بيانات كرة القدم.إي يو (الإنجليزية)
- شهاب الجبالي على موقع Soccerway.com (الإنجليزية)